# Sidymella longispina
Sidymella longispina es una especie de araña del género Sidymella, familia Thomisidae.

## Distribución
Esta especie se encuentra en América del Sur: Brasil y Argentina.

## Taxonomía
Fue descrita por Mello-Leitão en 1943.
Tratamiento taxonómico
La especie aparece registrada y publicada en Catálogo das aranhas do Rio Grande do Sul. Arquivos do Museu Nacional do Rio de Janeiro 37: 147–245, 24 pls.